# The Grand Duke
The Grand Duke; or, The Statutory Duel är en savoy opera med libretto av W. S. Gilbert och musik av Arthur Sullivan. Det var deras fjortonde och sista verk tillsammans och den hade premiär på Savoy Theatre den 7 mars 1896, och spelades 123 gånger. Trots en framgångsrik premiär fick verket en relativt kort speltid och blev upphovsmännens enda ekonomiska fiasko, varpå de två männen aldrig mer arbetade tillsammans. De senaste decennierna har verket uppförts både i USA och i England.
I The Grand Duke sluter Gilbert och Sullivan cirkeln och återgår till temat för deras första samarbete Thespis: en teatertrupp övertar politisk makt. Handlingen bygger på missförstånd av en hundraårig regel om lagstadgade dueller (efter att ha dragit kort). Den förbluffade teaterchefen Ludwig leder sina trupper mot den hypokondriske, eländige Storhertigen (Grand Duke) och ser sig förlovad med fyra olika kvinnor innan verket slutar. Överklassens sparsamhet och löjen hånas och liksom i  Princess Ida, The Mikado, The Gondoliers och Utopia Limited gör den främmande miljön Gilbert möjlighet att använda sig av satir. Sullivans varierande musik innehåller bland annat wienervals.

## Bakgrund
Under uppsättningen av Gilbert och Sullivans komiska operett The Gondoliers 1890 blev Gilbert inblandad i en laglig tvist med deras producent Richard D'Oyly Carte över kostnaden för en ny matta till Savoy Theatre, men mera gällde saken räkenskaperna för utgifter inom samarbetet. Sullivan gick med Carte (som var i färd med att producera Sullivans kommande grand opera Ivanhoe), och samarbetet övergavs. Efter att The Gondoliers lades ner 1891 drog Gilbert tillbaka uppföranderättigheterna till sina texter och svor att aldrig mer skriva någon mer operett till Savoy. Rättstvisten lämnade Gilbert och Sullivan en aning bittra och trots att de kom att samarbeta två gånger till så led de av en mindre kollegial stämning än vad de två hade upplevt under sina tidigare verk.
Gilbert och Sullivans näst sista operett Utopia Limited (1893) blev endast en måttlig succé jämförd med deras tidigare samarbeten. I den gjorde Gilberts nya fynd sin scendebut, Nancy McIntosh som hjältinnan fick mestadels dålig kritik. Sullivan vägrade skriva ett nytt verk om hon skulle medverka. Diskussionerna om hennes sätt att spela Yum-Yum i en kommande nypremiär av The Mikado ledde till ett nytt gräl mellan dem och Gilberts insisterande på hennes medverkan i sin operett His Excellency 1894 fick Sullivan att vägra tonsätta stycket. Efter att His Excellency lades ner i april 1895 skrev McIntosh till Sullivan och berättade att hon planerade återvända till att sjunga konserter och därmed var det stora hindret borta för att de två upphovsmännen åter skulle kunna samarbeta. Under tiden komponerade Sullivan en komisk operett till Savoy Theater tillsammans med F. C. Burnand: The Chieftain, men den lades ner redan i mars 1895.

### Upprinnelelse

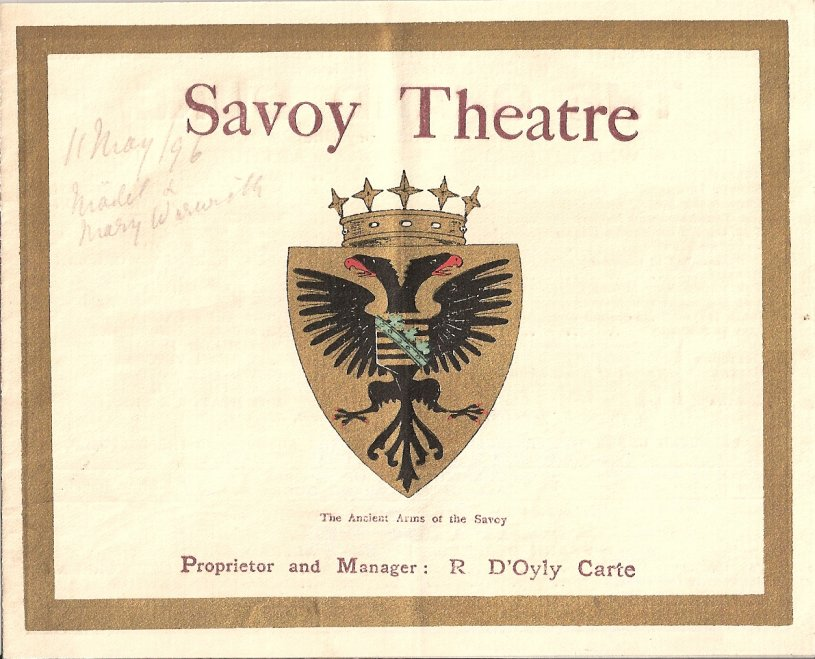
Program till originaluppsättningen av The Grand Duke

Gilbert hade börjat arbeta på handlingen till The Grand Duke i slutet av 1894. Delar av handlingen byggde på flera källor inklusive "The Duke's Dilemma" (1853), en novell av Tom Taylor publicerad i Blackwood's Magazine, om en fattig hertig som hyr in franska skådespelare för att spela tjänare och därmed imponera på hans rika fästmö. Novellen innehåller också embryot till karaktären Ernest. 1888 gjordes "The Duke's Dilemma" om till The Prima Donna, en komisk opera av H. B. Farnie som innehåller andra detaljer från The Grand Duke, inklusive Shakespeareanska kostymer, en prins och prinsessa som gör teaterdebut. Utöver detta uppvisar handlingen likheter med Gilbert och Sullivans första operett Thespis, i vilken ett teatersällskap uppnår politisk makt. Gilbert läste upp en skiss av handlingen för Sullivan den 8 augusti 1895 och Sullivan skrev den 11 augusti att han med glädje skulle komponera musiken och kallade Gilberts handling för "lika klar och tydlig som möjligt". Temat med att Ernest (och senare Rudolph) blir dödförklarad medan han fortfarande är vid livet användes i tidigare verk av Gilbert oberoende av Sullivan, till exempel i Tom Cobb (1875) och Cox and Box (1867). Gilbert sålde det nya librettot till Carte och Sullivan för £5,000 och tog därmed inga risker om verkets eventuella framgång eller inte.
Mr. och Mrs. Carte engagerade en ny sopran, den ungerska Ilka Pálmay, som nyligen haded anlänt till England och snabbt gjort ett bestående intryck på Londonpublik och kritiker med sin charmerande personlighet. Gilbert tänkte ut en ny handling kring Pálmay och gjorde hennes karaktär Julia till en engelsk skådespelerska i en tysk teatertrupp. Hennes "starka engelska accent" förläts av publiken tack vare hennes stora dramatiska konstnärskap. Rutland Barringtons roll Ludwig blev teatertruppens ledande komiker och operettens huvudroll. Gilbert hade parat samman titelkaraktären med kontraalten Rosina Brandram, vilket fick Sullivan att föreslå några andra parbildningar bland karaktärerna, men både Gilbert och Carte vägeadew: Mrs Carte gick så långt som att varna Sullivan att hans idéer skulle störa valet av skådespelare. Dessvärre för Gilberts del så lämnade tre av hans sedvanliga huvudskådespelare teatern innan repetitionerna började: George Grossmith, Richard Temple och Jessie Bond, vilka Gilbert hade tänkt skulle spela titelkaraktären, prinsen och prinsessan. Förlusten tvingade Gilbert att minimera storleken på dessa roller och därmed hela ursprungshandlingen..
Medan Gilbert och Sullivan slutförde verket satte paret Carte upp en nypremiär av The Mikado på Savoy Theatre med premiär den 6 november 1895. Repetitionerna av The Grand Duke började i januari. Sullivan komponerade ouvertyren själv och vävde effektivt samman några av operettens bästa melodier. Gilbert gjorde några ytterligare ändringar i librettot kort före premiären för att undvika förolämpa kejsare Vilhelm II av Tyskland, troligen på inrådan av Sullivan, som värdesatte kejsarens vänskap. En ändring gällde namnet på titelkaraktären från Wilhelm till Rudolph.

### Originaluppsättning och mottagande

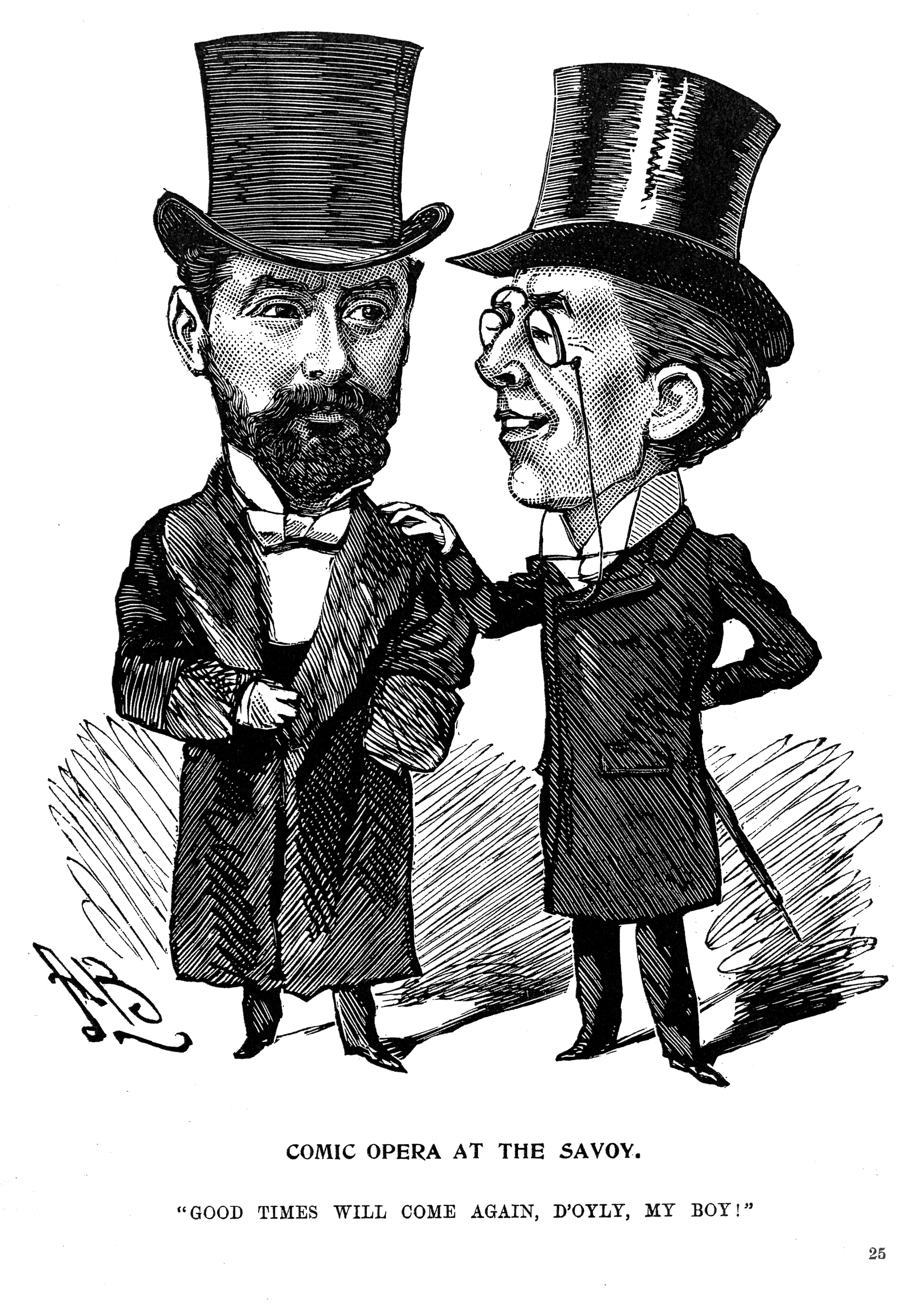
George Grossmith tröstar Richard D'Oyly Cart efter fiaskot med The Grand Duke

Operetten hade premiär den 7 mars 1896 och Sullivan dirigerade orkester, som han alltid gjorde på premiärföreställningarna. Kostymerna var gjorda Percy Anderson. Premiären blev en avgjord succé och kritikerna prisade Gilberts regi, Pálmays sång och agerande, Walter Passmore som Rudolph och ensemblen i allmänhet. Det förekom några reservationer emellertid. The Timess recension från premiären löd:
| ” | The Grand Duke är ingen ny Mikado, och trots att den inte tillhör den svagaste i serien finns det tecken på att den rika ådra som upphovsmännen och deras efterföljare har öst ur i så många år börjar sina. Denna gång är texten iögonfallande underlägsen musiken. Det finns fortfarande några utmärkta sånger, men dialogen verkar ha mist mycket av sin friskhet, handlingens vändpunkt kräver avsevärd intellektuell förståelse för att till fullo förstås, och några av skämten faller platt till marken. | „ |

Recensenten konstaterade att skämten kunde vara roligare om dialogen hade "pressats samman". The Manchester Guardian fortsatte: "Mr. Gilberts benägenhet att överarbeta har nu visat sig bli påträngande... Mr Gilbert har fört in alltför många vimsiga idéer som inte tillför historien något". Trots att publiken hälsade det nya stycket entusiastiskt var ingen av upphovsmännen nöjda. Sullivan skrev i sin dagbok: "Delar av den släpade en aning - dialogen alltför ordrik men stor och äkta succé tror jag... Tack gud operan är slut & färdig." Gilbert skrev till sin vänninna Mrs. Bram Stoker: "Jag är ingen stolt moder, och jag vill aldrig mer se denna fula, vanskapta, lilla skitunge igen."
Efter premiären for Sullivan till Monte Carlo för att återhämta sig. Gilbert reagerade på recensionerna med att göra strykningar i operetten. Bland annat tre sånger i akt II och kommentatorer har ifrågasatt klokheten att ta bort dessa, särskilt baronessans dryckessång och prinsens roulettesång. The Grand Duke lades ner efter 123 föreställningar den 11 juli 1896 och blev Gilbert och Sullivans enda ekonomiska fiasko. Den turnerade i England och sattes upp i Tyskland den 20 maj 1896 på Unter den Linden Theatre i Berlin, samt spelades av D'Oyly Carte i Sydafrika samma år. Därefter försvann den från repertoaren även om Gilbert hade planer på en nypremiär 1909.

## Roller
- Rudolph, Storhertig av Pfennig-Halbpfennig (komisk baryton)
- Ernest Dummkopf, teaterchef (tenor)
- Ludwig, hans komedistjärna (baryton)
- Dr. Tannhäuser, en notarie (hög baryton)
- Prinsen av Monte Carlo	(baryton)
- Viscount Mentone (talroll)
- Ben Hashbaz, en kostymör (valfri manligt röstläge)
- Härold	(baryton)
- Prinsessan av Monte Carlo, förlovad med Rudolph (sopran)
- Baronessan von Krakenfeldt, förlovad med Rudolph (kontraalt)
- Julia Jellicoe, en engelsk komedienne (sopran)
- Lisa, en subrett	(mezzosopran)

## Handling

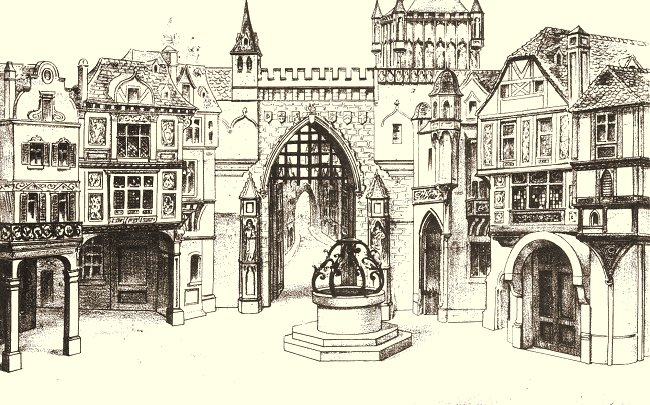
Teckning av dekoren till akt I

The Grand Duke utspelas i storhertigdömet Pfennig-Halbpfennig år 1750.

### Akt I
På marknadstorget i huvudstaden Speisesaal gör sig Ernest Dummkopfs teatersällskap redo för en uppsättning av Troilus och Cressida samma afton. De förbereder även firandet av bröllopet mellan sällskapets ledande komiker Ludwig och subretten Lisa. Bröllopet kan dock inte äga rum då det inte finns någon präst i staden: alla präster har sammankallats till slottet av storhertigen av Pfennig-Halbpfennig för att diskutera hans kommande bröllop. Alla har kommit att avsky storhertigen, och alla i teatersällskapet har redan blivit indragna i en kupp att spränga honom i luften med dynamit och placera en ny man på tronen. Det hemliga tecknet som de inviga känns igen på är att äta en korv; en maträtt som alla har kommit att bli hjärtligt trötta på.
Det framgår att Ernest är en mest populäre att ta över tronen och  bli ny Storhertig, vilket oroar den berömda engelska skådespelerskan Julia Jellicoe. Som sällskapets primadonna måste hon enligt kontrakt spela den kvinnliga huvudrollen i alla uppsättningar. Om teaterchefen Ernest blir Storhertig anser hon att hon kommer bli Storhertiginna. Hon anser att det är en avskyvärd tanke för henne (men glädjande för Ernest) men att hon ska spela rollen professionellt.
Not: Gilbert lade till en vimsig twist genom att skriva Julias dialog med en tysk accent, då hon är den enda engelska figuren i Ernests teatersällskap; alla tyskar tala med engelsk accent. Den första Julia, Ilka Pálmay, var från Ungern men framträdde ofta på tyska. Moderna uppsättningar tar oftast inte upp detta. Så inte i D'Oyle Cartes inspelning 1976 (vilken inte innehöll någon dialog) där sångerskan som sjunger Julia inte talar tyska.

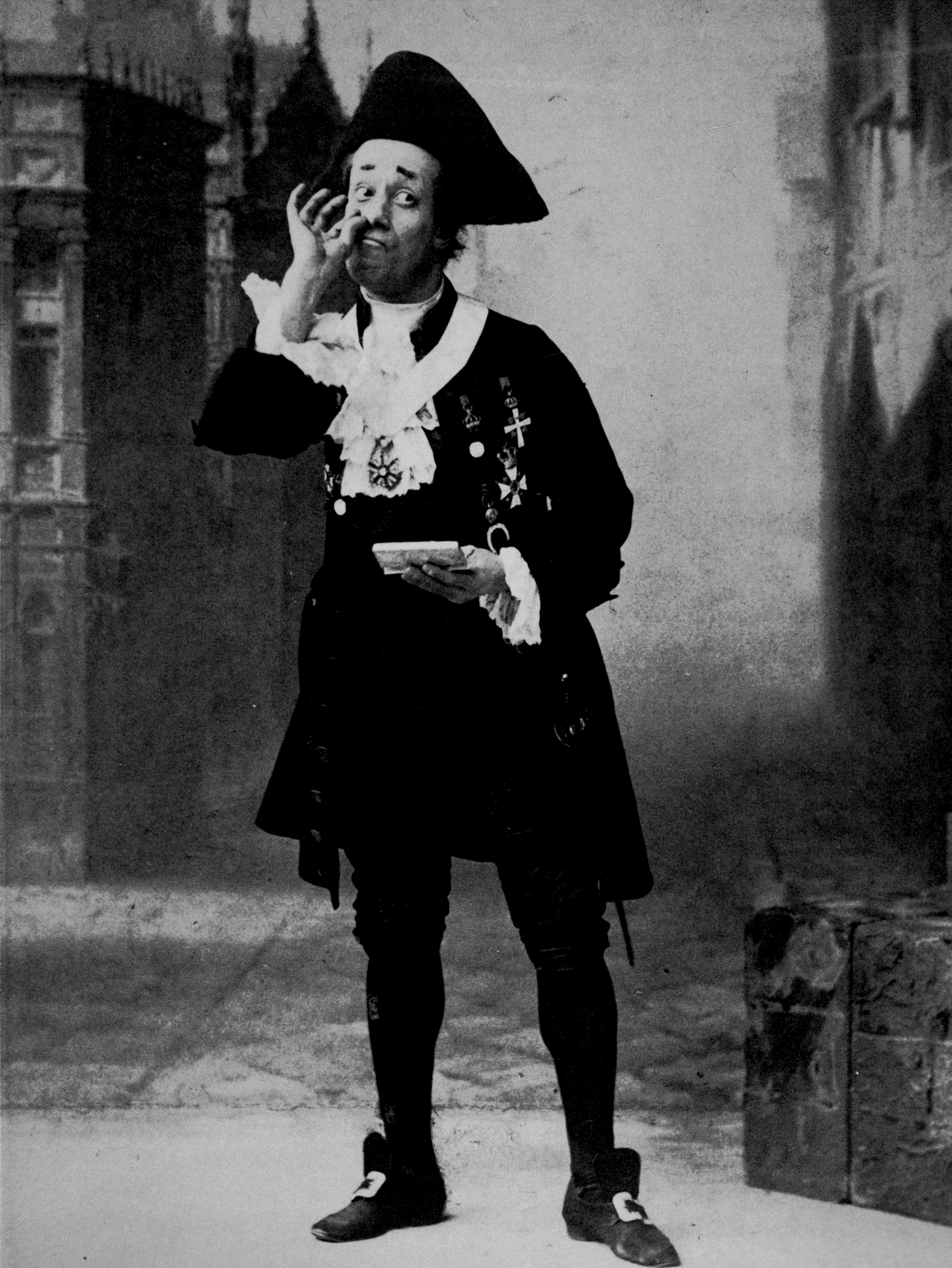
Passmore som Rudolph

Under tiden har Ludwig mött en man som hälsat hans heliga signal med att ära tre korvar. Ludwig tror att mannen är införstådd i planen och berättade alla detaljer; först senare inser han att han just har berättat hela planen för Storhertigens privatdetektiv. Teatersällskapet förfasar sig och inser att de är dömda i det ögonblick som Storhertigen får reda på planen. Sällskapets notarie, dr Tannhäuser, kommer in och erbjuder en lösning. Han förklarar att för hundra år sedan oroade sig den tidens Storhertig över att förlora i dueller och skapade den lagstadgade duellen: de duellerande drog kort och den som drog det lägsta kortet förlorade. Han blev dödförklarad och vinnaren tog hans position: hans egendomar, plikter och skulder. Lagen, liksom alla lagar i Pfennig-Halbpfennig, varar endast i hundra år om de inte förnyas, och det är i morgon.
Tannhäuser råder Ernest och Ludwig att utkämpa en lagstadgad duell omedelbart: förloraren kommer bli dödförklarad och vinnaren kan gå till Storhertigen och erkänna planen. Som informatör kommer han bli benådad, medan de andra kommer att dö. Nästa dag kommer förloraren återuppstå. Ernest och Ludwig utkämpar duellen: Ernest drar en kung men Ludwig drar ett ess och vinner.
De går iväg och den olycklige men pompöse och moraliske Storhertig Rudolph gör entré med sina hovmän. Han instruerar dem att ordna med bröllopet nästa dag som han ska fira med den rika men också olyckliga baronessan Caroline von Krakenfeldt. Hon ger honom ett brev från hans detektiv. Caroline vill inte att Rudolph uppvaktar henne på marknadsplatsen, men han förklarar att han utfärdat en lag som ålägger par att förlägga all uppvaktning till torget för att öka värdet på all hans egendom runt torget. Hon godkänner detta exempel på god ekonomi.

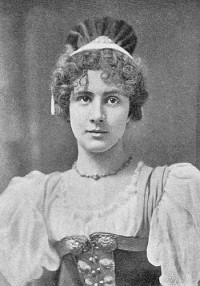
Florence Perry som Lisa

Caroline är också upprörd över en tidningsartikel som säger att Rudolph i barndomen var förlovad med prinsessan av Monte Carlo, men han förklarar att förlovningen är "bruten". Deras förening kommer upphöra när hon blir tjugoett år, vilket är imorgon, och hennes fader vågar inte lämna sitt slott av fruktan för att bli angripen av indrivare.
När han blir ensam läser Rudolph brevet och får reda på planen att spränga honom i luften. Ludwig anländer i syfte att avslöja planen. Men innan han kan göra så förklarar Rudolph att han skulle ge vad som helst för att slippa bli sprängd nästa dag, och Ludwig ser sin chans. Han föreslår att de två ska utkämpa en lagstadgad duell. Han förklarar att de ska fuska och garantera så Ludwig vinner. När planen avslöjas kommer Ludwig agera. Nästa dag kan Rudolph komma tillbaka till livet oskadd. Tveksam accepterar Rudolph Ludwigs förslag.
Rudolph och Ludwig kallar samman invånarna. De börjar slåss på låtsas och inleder duellen: Rudolphs kung blir slagen av Ludwigs ess, vilket gör Ludwig till Storhertig. Rudolphs undersåtar buar åt honom och han drar sig tillbaka. Ludwig använder sin nya makt till att förlänga lagen i hundra år vilket tvingar Rudolph och Ernest att förbli döda.
Julia Jellicoe kommer in och insisterar på att överta rollen som Storhertiginna. Lisa springer gråtande därifrån. Julia påpekar att om hon och Ludwig ska regera behöver de nya kläder. Ludwig kommer ihåg att de har en splitter ny uppsättning av kostymer till Troilus och Cressida, som de kan använda.

### Akt II
Det nya Storhertigparet paraderar i nya kostymer. Ludwig och Julia blir oense om henne roll. Caroline von Krakenfeldt anländer till sitt bröllop och blir förbluffad över att se att Rudolph har ersatts av Ludwig. Men hon inser snart vad det rör sig om och påpekar att han måste åta sig Rudolphs plikter: inklusive hans förlovning med henne. 
Ernest ser bröllopsgästerna och antar att Ludwig ska gifta sig med Lisa; men då dyker Lisa upp. Hon ser honom och rusar i väg då han är "död". Då antar han att Ludwig måste gifta sig med Julia, men även hon dyker upp. Hon berättar vad Ludwig har gjort.
Härolden tillkännager att prinsen och prinsessan av Monte Carolo är på väg. Ludwig ber alla gömma sig. Prinsen anländer med sin dotter. Han har blivit förmögen igen genom att uppfinna ett nytt spel: roulette, vilket har gjort honom skuldfri och därför kunnat ta med sin dotter i tid för att gifta bort henne med Storhertigen innan förlovningen upphör. Prinsessan blir dock upprörd när hon får reda på att Ludwig redan har tre Storhertiginnor. Hon hävdar dock att hon var först och därmed hans enda hustru.
Då rusar Ernest, Rudolph och Dr Tannhäuser in. Notarien avslöjar att lagen säger att ett ess ska räknas som lägst kort, så Ludwig vann aldrig, blev aldrig Storhertig och kunde inte förlänga lagen. På några sekunder har Ludwig och Ernest återvänt från de döda. Tre par gifter sig: Rudolph och prinsessan; Ernest och Julia; samt Ludwig och Lisa.

## Musiknummer
- Ouvertyr (Består av delar från "The good Grand Duke", "My Lord Grand Duke, farewell!", "With fury indescribable I burn", "Well, you're a pretty kind of fellow", "Strange the views some people hold")

Akt I
- 1. "Won't it be a pretty wedding?" (Kör)
- 1a. "Pretty Lisa, fair and tasty" (Lisa och Ludwig med kör)
- 2. "By the mystic regulation" (Ludwig med kör)
- 3. "Were I a king in very truth" (Ernest med kör)
- 4. "How would I play this part" (Julia och Ernest)
- 5. "My goodness me!  What shall I do?", "Ten minutes since I met a chap" (Ludwig med kör)
- 6. "About a century since" (Notarien)
- 7. "Strange the views some people hold" (Julia, Lisa, Ernest, Notarien och Ludwig)
- 8. "Now take a card and gaily sing" (Julia, Lisa, Ernest, Notarien och Ludwig)
- 9. "The good Grand Duke" (Kör av kammartjänare)
- 9a. "A pattern to professors of monarchical autonomy" (Storhertigen)
- 10. "As o'er our penny roll we sing" (Baronessan och Storhertigen)
- 11. "When you find you're a broken-down critter" (Storhertigen)
- 12. Final, Akt I
  - "Come hither, all you people" (Ensemble)
  - "Oh, a monarch who boasts intellectual graces" (Ludwig med kör)
  - "Ah, pity me, my comrades true" (Julia med kör)
  - "Oh, listen to me, dear" (Julia och Lisa med kör)
  - "The die is cast" (Lisa med kör)
  - "For this will be a jolly Court" (Ludwig med kör)

Akt II
- 13. "As before you we defile" (Kör)
- 14. "Your loyalty our Ducal heart-string touches" (Ludwig med kör)
- 14a. "At the outset I may mention" (Ludwig med kör)
- 15. "Yes, Ludwig and his Julia are mated" (Ludwig)
- 15a. "Take care of him; he's much too good to live" (Lisa)
- 16. "Now Julia, come, consider it from" (Julia och Ludwig)
- 17. "Your Highness, there's a party at the door" (Kör)
- 17a. "With fury indescribable I burn" (Baronessan och Ludwig)
- 18. "Now away to the wedding we go" (Baronessan med kör)
- 19. "So ends my dream", "Broken ev'ry promise plighted" (Julia)
- 20. "If the light of love's lingering ember" (Julia, Ernest med kör)
- 21. "Come, bumpers – aye, ever-so-many" (Baronessan med kör)
- 22. "Why, who is this approaching?" (Ludwig med kör)
- 23. "The Prince of Monte Carlo" (Härolden med kör)
- 24. "His highness we know not" (Ludwig)
- 25. "We're rigged out in magnificent array" (Prinsen av Monte Carlo)
- 26. Dans
- 27. "Take my advice; when deep in debt" (Prinsen av Monte Carlo med kör)
- 28. "Hurrah! Now away to the wedding" (Ensemble)
- 28a. "Well, you're a pretty kind of fellow" (Storhertigen med kör)
- 29. "Happy couples, lightly treading" (Ensemble)